# هونغ كونغ البريطانية
كانت هونغ كونغ البريطانية مستعمرة وإقليمًا تابعًا للمملكة المتحدة منذ 1841 وحتى 1997، باستثناء فترة وجيزة كان فيها تحت الاحتلال الياباني منذ 1941 حتى 1945. بدأت الفترة الاستعمارية باحتلال جزيرة هونغ كونغ في عام 1841 خلال حرب الأفيون الأولى.  تم التنازل عن الجزيرة من قبل سلالة تشينغ في أعقاب الحرب في عام 1842 وأُرسِيَت كمستعمرة للتاج في عام 1843. توسعت المستعمرة إلى شبه جزيرة كولون في عام 1860 بعد حرب الأفيون الثانية وتوسعت بشكل أكبر عندما حصلت بريطانيا على عقد إيجار مدته 99 عامًا للأراضي الجديدة عام 1898.
على الرغم من التنازل عن جزيرة هونغ كونغ وكولون بشكل دائم، شكلت المنطقة المستأجرة 92 في المئة من الأراضي واعتبرت بريطانيا أنه لا توجد طريقة مجدية لتقسيم المستعمرة المنفردة الآن، في حين أن الحزب الشيوعي الصيني لم يكن ليفكر في تمديد عقد الإيجار أو السماح بإدارة بريطانية بعد ذلك. وافقت بريطانيا في نهاية المطاف على نقل المستعمرة بأكملها إلى الصين عند انتهاء مدة الإيجار في عام 1997، وذلك بعد الحصول على ضمانات للحفاظ على أنظمتها وحرياتها وأسلوب حياتها مدة 50 عامًا على الأقل.

## التاريخ

### إرساء الاستعمار
في عام 1836، أجرت حكومة مانشو تشينغ مراجعة للسياسة الرئيسية لتجارة الأفيون. تطوع لين زيكسو لتولي مهمة قمع الأفيون. في مارس 1839، أصبح المفوض الإمبراطوري الخاص في كانتون، حيث أمر التجار الأجانب بتسليم مخزونهم من الأفيون. وحصر البريطانيين في مصانع كانتون وقطع إمداداتهم. امتثل كبير مراقبي التجارة، تشارلز إليوت، لمطالب لين لتأمين خروج آمن للبريطانيين، مع أن يتعين حل مسألة التكاليف المتضمنة بين الحكومتين. عندما وعد إليوت بأن الحكومة البريطانية ستدفع ثمن مخزون الأفيون، سلم التجار 20283 صندوقًا من الأفيون دُمِّرَت في أماكن عامة.
في سبتمبر 1839، قرر مجلس الوزراء البريطاني وجوب أن يدفع الصينيون ثمن تدمير الممتلكات البريطانية، إما عن طريق التهديد أو استخدام القوة. وُضِعَت قوة استكشافية تحت قيادة إليوت وابن عمه العميد البحري جورج إليوت، مفوضين مشتركين في عام 1840. شدد لورد بالمرستون، وزير الخارجية، للحكومة الصينية على أن الحكومة البريطانية لم تشكك في حق الصين في حظر الأفيون، لكنها اعترضت على الطريقة التي جرى بها التعامل مع الأمر. اعتبر التنفيذ الصارم المفاجئ بمثابة وضع فخ للتجار الأجانب، وحبس البريطانيين مع قطع الإمدادات كان بمثابة تجويعهم حتى الخضوع أو الموت. أمر أبناء العمومة إليوت باحتلال إحدى جزر تشوسان، لتقديم رسالة من نفسه إلى مسؤول صيني للإمبراطور، ثم الانتقال إلى خليج بوهاي لإبرام معاهدة، وإذا قاوم الصينيون، فعليه حصار الموانئ الرئيسية لنهر يانغتسي والنهر الأصفر. طالب بالمرستون بقاعدة إقليمية في تشوسان للتجارة حتى لا يكون التجار البريطانيون «خاضعين للنزوة التعسفية سواء لحكومة بكين أو سلطاتها المحلية في الموانئ البحرية للإمبراطورية».
في عام 1841، تفاوض إليوت مع خليفة لين، كيشان، في اتفاقية تشوينبي خلال حرب الأفيون الأولى. في 20 يناير، أعلن إليوت عن «الانتهاء من الترتيبات الأولية»، التي تضمنت التنازل عن جزيرة هونغ كونغ ومينائها إلى التاج البريطاني. اختار إليوت هونغ كونغ بدلًا من تشوسان لأنه اعتقد أن التسوية في أقصى الشرق ستتسبب في «إطالة أمد غير محدد من الأعمال العدائية»، في حين كان ميناء هونغ كونغ قاعدة قيمة للمجتمع التجاري البريطاني في كانتون. بدأ الحكم البريطاني باحتلال الجزيرة في 26 يناير. حاز العميد البحري جوردون بريمر -رئيس الأركان العامة للقوات البريطانية في الصين- الملكية الرسمية للجزيرة عند بوسيشن بوينت، حيث رُفِع علم الاتحاد تحت نيران إبتهاج من مشاة البحرية والتحية الملكية من السفن الحربية. تم التنازل عن هونغ كونغ في معاهدة نانجينغ في 29 أغسطس 1842 وأصبحت مستعمرة تاج بعد تبادل وثائق التصديق في 26 يونيو 1843.

## أعلام
- وليام أندرس
- ستيفن تشانغ
- جاكي شونغ
- كاترينا كيف
- كاري لام
- هو يين
- بيتر لي
- داني تشان
- ليزلي تشونغ
- بروس لي